# Adjoa Andoh
'Adjoa Andoh est une actrice britannique, née le 14 janvier 1963 à Clifton, en Angleterre.

## Biographie
Adjoa Andoh est d'origine ghanéenne.
Elle joue deux personnages dans la série anglaise Doctor Who : Sœur Jatt en 2006, puis notamment Francine Jones, la mère du personnage de Martha Jones, en 2007 et 2008.
Elle débute à Hollywood en 2009 en interprétant Brenda Mazibuko dans Invictus de Clint Eastwood.
En 2020, elle joue dans la série La Chronique des Bridgerton où elle incarne Lady Danbury.
En 2021, il est annoncé qu'elle jouera le rôle de Nenneke dans la saison 2 de la série The Witcher.

## Filmographie
- 2006-2008 : Doctor Who : Sœur Jatt (2006) puis Francine Jones (2007 et 2008)
- 2009 : Invictus : Brenda Mazikubo, la cheffe de staff de Nelson Mandela
- 2019 : La Fracture : Dr Jacob, la psychiatre
- 2020 : La Chronique des Bridgerton : Lady Danbury
- 2021 : The Witcher, saison 2 : Nenneke
- 2023 : Queen Charlotte: A Bridgerton Story : Lady Danbury
- 2024 : Wallace et Gromit : La Palme de la vengeance : la juge (voix)